# Союз італіотів
Увага:  Не вказане значення "common_name"

Союз італіотів — античне державне утворення на території Великої Греції, що існувало в V—III ст. до н. е. Приєднано до Римської республіки.

## Історія

### Початок
З VIII ст. до н. е., часу початку заснування давньогрецьких колоній в Південній Італії (так званій Великій Греції), відбувається боротьба проти місцевих племен луканів, месапіїв, бруттіїв. Вже в цей час новостворені міста намагаються взаємодіяти для захисту захоплених земель.
Посилення міст, насамперед Сибаріса і Кротону поступово призводить до початку перших конфліктів між ними в прагненні гегемонії у Великій Греції. Після поразки Сибаріса близько 510 року до н. е. Кротон стає провідною державою. З 470-х років до н. е. утворюється так звана Кротонська держава, що охоплює більшість міст Великої Греції в Італії.
До кінця V ст. до н. е. Кротонська держава поступово занепадає. Разом з тим окремими силами стають Тарент і Локри, що позбавилися зверхності Кротону. Проте у 420-х роках до н. е. утворюється союз ахейських колоній Кротона, Кавлонії і Фурії, про що свідчать Полібій й Страбон. Він був спрямований переважно проти луканів, які знову почали тиснути на греків, захопивши колонії Посейдонія, Лаос (Лай), Піксунт і Скідр. Також загрозу являв Тарент, що у 430-х роках до н. е. завдав поразки племенам мессапів, а потім вступив у боротьбу з Фуріями за область Сіріду, яку захопив, створивши власний союз у складі Таренту, Гераклеї Луканії і Метапонту.
З огляду на це союз ахейських міст головну увагу приділяв боротьбі з Тарентом, Локрами і луканами. Водночас негативно поставився до афінського походу 415—413 років до н. е. проти Сіракуз.

### Перша симмахія
Втім близько 393 року до н. е. під загрозою з боку сиракузького тирана Діонісія Старшого починає формуватися симмахія (військово-політичний союз), до якої долучилися міста Медма, Метапонт, Елея, Гераклея. Водночас укладено союз із Регієм, на який напав Діонісій. На допомогу Регію союз відправив 60 військових суден. Успішний захист Регія від ворога пришвидшив формування союзу, що відбулося ймовірно до 390 року до н. е. Долучилися місто Регій і Гіппоній. Багато для цього зробив Гелоріс, утікач з Сикаруз.
За цим почалися війни з луканами, що стали просуватися на південь Калабрії. Водночас здійснено похід проти міста Лаос (Лаус), проет війська союз через поспіх фуррійців зазнали невдачі. Зрештою за посередництва Лептіна, брата тирана Діонісія Старшого, між союзом італіотів та луканами укладено мирну угоду.
Разом з тим Діонісій Старший уклав союз з луканами, Тарентським союзом і Локрами, спрямований проти Союзу італіотів. У 389 році до н. е. супротивник узяв в облогу Кавлонію, а у вирішальній битві біля Елепори союзницьке військо зазнало тяжкої поразки. Це стало початком ослаблення симмахії. 388 року до н. е. сіракузяни підкорили Кавлонію і Гіппонію (ці міста зруйновано), а 387 року до н. е. — Регій. Південні міста союзу увійшли до складу держави Діонісія на правах автономії. Усіх мешканців Кавлонію переселили до Сіракуз, а самі землі Кавлонії передано Локрам.
Проте Кротон з рештками союзу італіотів продовжив боротьбу. Близько 385 року до н. е. укладається союз з Карфагенською державою. 383 року до н. е. починається третя війна з Діонісієм Старшим (той перед тим уклав мирну угоду з Карфагеном). 379 року до н. е. завдяки фінансовій підтримці карфагенян відбудовується Гіппоній. У 378 році до н. е. Кротон захоплено сіракузьким військом, внаслідок чого союз італіотів розпадається. Його північна частина, насамперед Метапонт, увійшла до складу Тарентського союзу.

### Друга симмахія

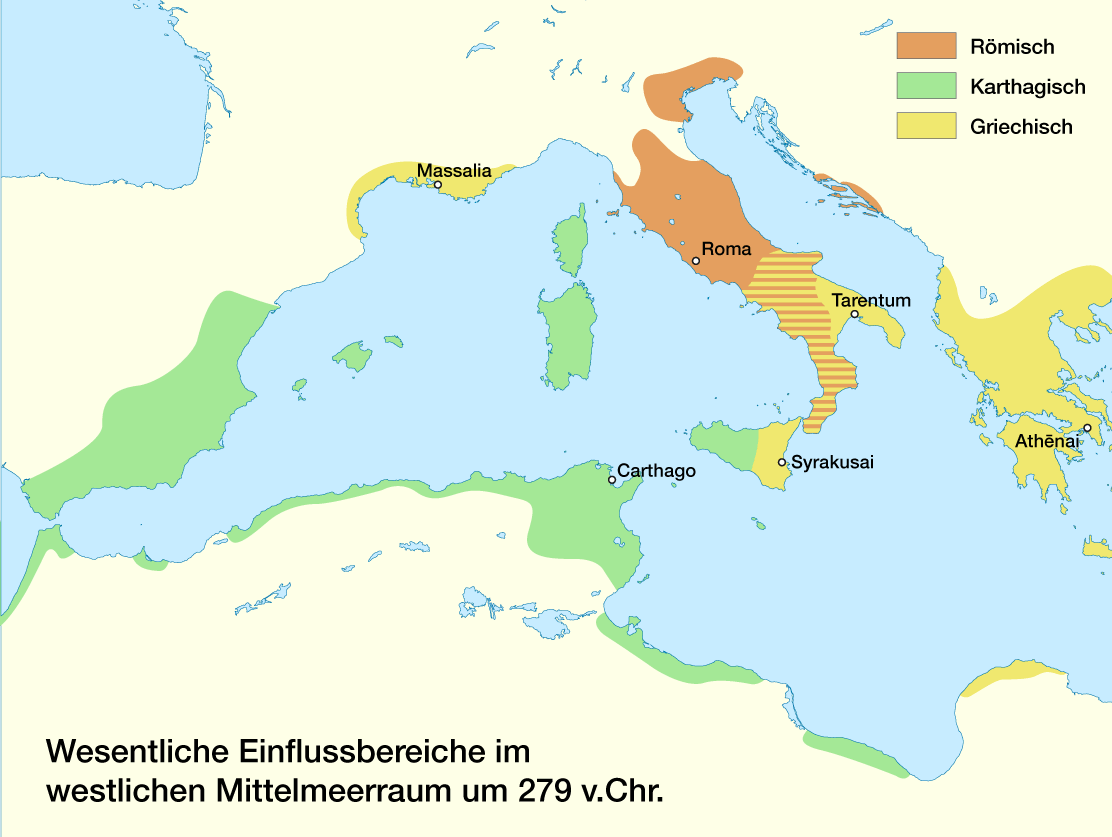
Володіння союзу італіотів у 279 році до н. е.

Відновлення відбувається десь у 360-х роках до н. е. під орудою Таренту завдяки активній діяльності тамтешнього громадянина Архіта, що обирається стратегом союзу в 367—361 роках до н. е. Втім центром стає Гераклея Луканія, колонія заснована Тарентом. Причиною стало нове вторгнення япігів, луканів і бруттіїв, якими допомогу надавали самніти. Останні у 347 році до н. е. перейшли у наступ. Вони захопили міста Гіппоній і Фурії Союз італіотів 343 року до н. е. звернувся по допомогу спочатку до Архідама III, а після його загибелі — до Алексадра I, царя Епіру, який успішно вів війни проти самнітів, луканів і бруттіїв. відвоювавши втрачені міста, але загинув 330 року до н. е.
У 326 році до н. е. Союз італіотів надав допомогу Неаполю у боротьбі проти самнітів. Проте останній відмовився вступити до складу симмахії, уклавши союз з Римською республікою. Водночас тривалий час союз не міг досягти попереднього розміру. Ще у 320 році до н. е. Кротон, Регій і Локри були самостійними, більше орієнтувалися на Сіракузи.
Разом з тим боротьба з луканами і бруттіями тривала з перервами. Близько 303 року до н. е. на допомогу запросили Клеоніма, сина спартанського царя Клеомена II. Той швидко досяг успіху в боротьбі з луканами, створивши базу у Метапонті, що перед тим вийшов з союзу. За цим підкорив Керкіру. Але Синедріон союзу італіоту став побоюватися монархічних намарів Клеоніма, тому відмовився від його послуг. У військовій кампанії 303—302 років до н. е. Союзу вдалося відбити напад Клеоніма.
У 303 році до н. е. укладено мирну угоду з Римською республікою, якою визначено кордони союзу італіотів і Риму та межи мореплавства (мис Лакіній на півдні).
Невдовзі починаються війни з Агафоклом, який спочатку захопив Кротон, потім Гіппоній та весь Бруттій. Зрештою Союз італіотів визнав зверхність цього царя.
Після смерті Агафокла 286 року до н. е. Союзу вдалося відновити незалежність та розширити володіння на Бруттії разом з містами Гіппоній і Кротон. Регій захопили мамертинці.
У 282 році до н. е. почався конфлікт з Римською республікою. 280 року до н. е. запрошено на допомогу Пірра, царя Епіру. Під час Піррової війни Союз італіотів поступово занепадає. оскільки владу фактично здійснювали начальники залог епіріотів. 274 році до н. е. невдовзі після того, як Пір залишив Велику Грецію, центр союзу перенесено до Таренту. На цей час територія значно зменшилася. Була здійснена спроба отримати підтримку з боку Карфагену, але карфагенський флот не наважився вступити у протистояння за Тарент. 272 року до н. е. захопленням Таренту римлянами існування Союзу італіотів офіційно припинилося.

## Устрій
Союз являв собою симмахію міст-держав. Спочатку центром було місто Кротон як найпотужніше з членів союзу. Після поразки від Діонісія Старшого столицю перенесли до Фурій. Згодом центром стала Гераклея Луканія, а 274 року до н. е. — Тарент. Ймовірно усі рішення приймало Велике зібрання представників членів союзу. Але вагоме слово належало найпотужнішим на той час містам симмахії. При цьому усі міста зберігали внутрішню самостійність, більшість були демократичними або олігархічними.
Низка дослідників розглядають союз італіотів виключно як епімахію (оборонний). В той час є думка, що після початкового успіху він вийшов за межі лише оборони, спрямувавши зусилля на підкорення луканів і бруттіїв.
Щорічно обирався стратег, що мав вищу політичну і військову владу, але обмежувався синедріоном (радою союзу). Останніми обирався Великими зборами.

## Релігія
Поширені були загальногрецькі міфи та вірування. Спочатку релігійним центром було святилище Зевса Омарія, з IV ст. ним стає святилище Гери на мисі лакіній у володіннях Кротону. У 378 році до н. е. після пограбування його сіракузькими загонами втратило значення. З 370-х років до н. е. головним стає культ Геракла, святкування якого проводилися в Гераклеї Луканії.